# Франценгайм
Франценгайм (нім. Franzenheim) — громада в Німеччині, розташована в землі Рейнланд-Пфальц. Входить до складу району Трір-Саарбург. Складова частина об'єднання громад Трір-Ланд.
Площа — 6,47 км2. Населення становить 373 ос. (станом на 31 грудня 2020).